# John-Lee Augustyn
Pour les articles homonymes, voir Augustyn.
John-Lee Augustyn, né le 10 août 1986 à Kimberley, est un coureur cycliste sud-africain professionnel de 2005 à 2012 puis quelques mois en 2014.

## Biographie
Passé professionnel dans l'équipe Konica-Minolta en 2005, il se révèle sur le Tour du Japon 2006, où il s'impose lors de la 4e étape comprenant l'ascension chronométrée de l'observatoire du Mont Fuji-Yama. Il est alors deuxième du classement général, à seize secondes de l'Ukrainien Vladimir Duma. Il ne parvient pas à combler ce retard jusqu'à la 6e étape menant les coureurs à Tokyo, et finit donc sur la seconde marche du podium de cette course. Deux semaines plus tard, il remporte le Championnat d'Afrique du Sud espoirs.
La saison suivante, il rejoint la formation Barloworld et termine notamment troisième du Tour des Asturies.
Il prend part à son premier grand Tour en 2008, à l'occasion du Tour de France. Il s'échappe pendant la 16e étape, dans un groupe important parti en chasse derrière Stefan Schumacher. Lorsque ce dernier est repris, il part seul à l'offensive dans les derniers mètres du col de la Bonette, et devient le premier Africain à passer en tête de la plus haute route de France. Quelques kilomètres plus loin, dans la descente vers Jausiers, il manque un virage et chute dans le ravin. Il est aidé par un spectateur pour remonter, mais doit attendre son directeur sportif afin de se procurer un nouveau vélo. Il concède plus de cinq minutes à l'arrivée, mais ne garde pas de séquelle importante. Il termine à la quarante-huitième place à Paris.
Opéré d'un resurfaçage de hanche en 2011, Augustyn commence sa saison 2012 lors de la Semaine internationale Coppi et Bartali. Il y ressent des douleurs au genou controlatéral. À la suite d'une série d'examens médicaux, Augustyn décide de mettre un terme à sa carrière au mois de mai tout en n'écartant pas l'hypothèse d'un retour au professionnalisme en cas d'amélioration de son état de santé.
En 2014, il revient chez les professionnels dans l'équipe MTN-Qhubeka. Diminué à nouveau par des douleurs à un genou ayant commencé au Tour de Langkawi et ayant subi une opération chirurgicale ne lui ayant pas permis de retrouver son niveau, il arrête sa carrière au mois de mai.

## Palmarès
- 2005
  - 2e du championnat d'Afrique du Sud du critérium
- 2006
  -  Champion d'Afrique du Sud sur route espoirs
  - 1re étape du Tour de Lesotho
  - 4e étape du Tour du Japon (contre-la-montre)
  - 2e du Tour du Japon
- 2007
  - 3e du Tour des Asturies

## Résultats sur les grands tours

### Tour de France
- 2008 : 48e

### Tour d'Italie
- 2009 : 77e

### Tour d'Espagne
- 2010 : abandon (3e étape)

## Classements mondiaux
| Année           | 2005 | 2006 | 2007 | 2008 | 2009  |
| --------------- | ---- | ---- | ---- | ---- | ----- |
| UCI Africa Tour | 26e  | 24e  | 56e  |      | 127e  |
| UCI Asia Tour   |      | 51e  |      |      |       |
| UCI Europe Tour |      |      | 229e | 974e | 1063e |